# Kratkonosa kečiga
Kratkonosa kečiga (lat. Acipenser nudiventris), poznat i kao sim, kritično je ugrožena riba roda Acipenser, u prirodnom staništu možda izumrla. Cijenjena je zbog svojeg mesa i ikre od koje se proizvodi kavijar.

## Rasprostranjenost
Staništa ove vrste su Kaspijsko jezero, rijeke Ural, Dunav i Rioni te Balhaško jezero u Kazahstanu, u koje je naseljen ljudskom intervencijom. U prošlosti je živjela i u Aralskom jezeru i Crnom moru.
U Hrvatskoj se smatra regionalno izumrlom vrstom, iako je nekoliko jedinki uhvaćeno u rijeci Muri i u Dunavu kod Apatina.

## Opis vrste
Sim je srednje velika jesetra, te može narasti do 200 cm. Masa ove ribe često prelazi 20 kg. Tijelo je izduženo, a glava je prekrivena koštanim pločama. Leđa su tamna, bokovi svjetliji, a trbuh je bijele boje. Rilo je srednje dugo, manje izraženo nego u pastruge.
Hrani se uglavnom ribama, mekušcima, rakovima i ličinkama kukaca.
Mrijesti se u rijekama od ožujka do svibnja, nakon čega ženke polažu 200.000 do 1.000.000 jajašaca. Mladi po izlijeganju odlaze u more, gdje ostaju 10-15 godina, kad postaju spolno zreli.
Životni vijek sima iznosi oko 30 godina.

## Stanište
Sim se najčešće zadržava u pridnenim staništima, a preferira bočatu vodu. Živi u dubinama do 60 metara, te na temperaturi od 10°C do 20°C.

## Ugroženost i zaštita
Kao i za većinu ribljih vrsta, najveća opasnost simovu opstanku predstavlja komercijalni ribolov. Ostali uzroci ugroženosti su povećanje saliniteta i suše (kao u slučaju Aralskog jezera), kanaliziranje rijeka te izgradnja brana (npr. HE Đerdap na Dunavu).
Jedan od načina zaštite ove vrste je uzgajanje u akvakulturi (ribogojilištima), čime bi se u budućnosti mogla omogućiti reintrodukcija u neke rijeke.